# Caden Clark
Pour les articles homonymes, voir Clark.
Caden Clark né le 27 mai 2003 à Medina au Minnesota, est un joueur américain de soccer. Il joue au poste de milieu offensif au CF Montréal

## Biographie

### En club
Né à Medina au Minnesota, Caden Clark commence le soccer au Thunder du Minnesota. 
Le 5 février 2020 il rejoint les Red Bulls de New York, où il est intégré dans un premier temps à l'équipe B. Il signe son premier contrat professionnel le 11 octobre 2020 et le jour-même il fait sa première apparition en professionnel lors d'une rencontre de championnat face à Atlanta United. Titularisé ce jour-là, il se fait remarquer en marquant également son premier but d'une volée du droit, et permet ainsi à son équipe de remporter le match (1-0 score final). Le 15 octobre suivant, pour son deuxième match seulement, Clark marque à nouveau lors d'un match de championnat face au Toronto FC. Il permet ainsi à son équipe d'obtenir le point du match nul (1-1 score final). Avec cette réalisation il devient à 17 ans, 4 mois et 18 jours, le plus jeune joueur de MLS à marquer lors de ses deux premiers matches de championnat.
Le 24 juin 2021, Caden Clark s'engage en faveur du RB Leipzig pour un contrat courant jusqu'en juin 2024. Il reste toutefois en prêt aux Red Bulls de New York jusqu'à la fin de l'année. Malgré son statut de joueur prometteur, il ne parvient pas à s'imposer durablement au cours des deux saisons et totalise même moins de 500 minutes en 2022.
Retourné au RB Leipzig en janvier 2023, il ne participe à aucune rencontre bien qu'il soit présent sur le banc des remplaçants à six reprises,. À la recherche de temps de jeu pour poursuivre sa progression et relancer sa carrière, il est prêté au Vendsyssel FF, en deuxième division danoise, le 1er septembre 2023.
Seulement une semaine après l'annonce de son prêt au Danemark, Caden Clark est transféré à Minnesota United où il signe un contrat de deux ans et fait ainsi son retour dans son État natal. Il est précisé que le joueur demeure avec son club danois jusqu'au terme de l'année civile et rejoint les Loons au 1er janvier 2024.

### En sélection
Avec les moins de 20 ans, il inscrit un but lors d'un match amical contre la Colombie en novembre 2021, où il officie d'ailleurs comme capitaine de la sélection. Puis, le 18 décembre 2021, il figure pour la première fois sur le banc des remplaçants de l'équipe nationale A, mais sans entrer en jeu, lors d'une rencontre amicale face à la Bosnie-Herzégovine (victoire 1-0).